# Geleitzug JW 59
Der Geleitzug JW 59 war ein alliierter Nordmeergeleitzug, der im August 1944 im schottischen Loch Ewe zusammengestellt wurde und in das sowjetische Murmansk fuhr. Die Alliierten verloren zwei Geleitfahrzeuge, den kanadischen Geleitträger Nabob, der irreparabel beschädigt wurde, und elf Flugzeuge. Auf deutscher Seite gingen zwei U-Boote verloren.

## Zusammensetzung und Sicherung

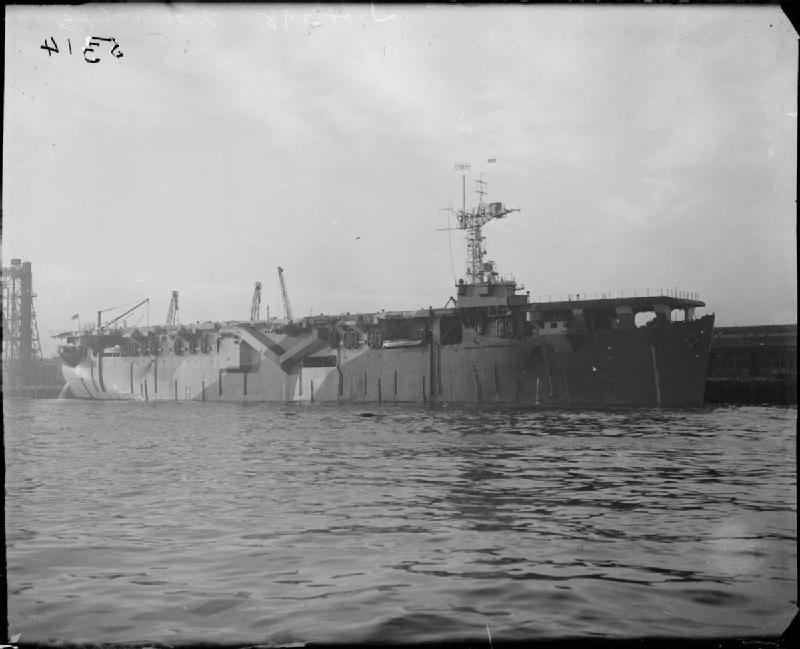
Geleitträger HMS Vindex

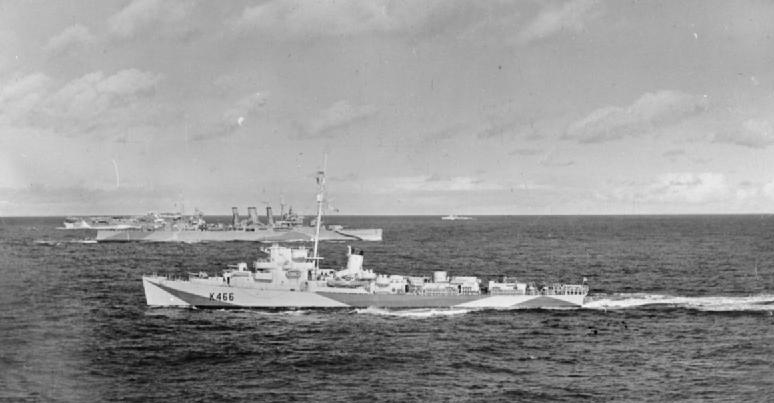
Die HMS Bickerton vor ihrer Torpedierung. Im Hintergrund ist die HMS Kent und die HMS Trumpeter zu erkennen

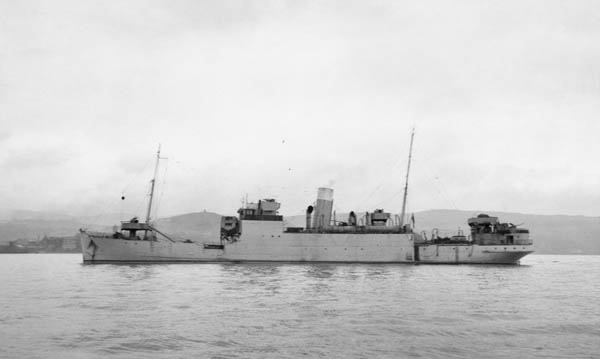
Rettungsschiff Rathlin

Der Geleitzug JW 59 setzte sich aus 35 Frachtschiffen zusammen. Am 15. August 1944 verließen sie Loch Ewe (Lage) in Richtung Murmansk (Lage). Die Nahsicherung des Geleitzuges übernahmen die Geleitträger Vindex und Striker, der Kreuzer Jamaica und die Zerstörer Milne, Marne, Meteor, Musketeer und Caprice. Den Eskortendienst führten die 20. und 22. Escortgroup durch, mit den Zerstörern Keppel und Whitehall, den Sloops Cygnet, Kite, Mermaid, Peacock, der Fregatte Loch Dunvegan und den Korvetten Bluebell, Camellia, Charlock, Honeysuckle und Oxlip. Weiterhin befand sich nördlich des Konvois ein sowjetischer Überführungsverband mit dem Schlachtschiff Archangelsk (ehem. Royal Sovereign) und den Zerstörern Scharki, Schiwuchi, Schjuchi, Schestki, Derzki, Doblestny, Dostojny und Dejatelny. Zeitgleich fuhren zwei britische Trägergruppen mit, die Luftangriffe auf das deutsche Schlachtschiff Tirpitz durchführen sollten. Dabei handelte es sich um eine Gruppe mit den Trägern Indefatigable, Formidable und Furious, dem Schlachtschiff Duke of York, den Kreuzern Devonshire, Berwick und 14 Zerstörern. Die zweite Gruppe bestand aus den Geleitträgern Trumpeter, Nabob (kanadisch) und der 5. Escort Group mit den Zerstörern Bickerton, Aylmer, Bligh, Garlies, Kreats und Kempthorne. Weiterhin fuhren noch elf US-amerikanische U-Boot-Jäger mit, die in die Sowjetunion überführt wurden. Ab 24. August verstärkte eine sowjetische Geleitgruppe mit den Zerstörern Baku, Gremjaschtschi, Gromki und Rasjarenny, zwei Wachschiffen, vier Minensuchern und vier U-Jägern das Geleit. Wie bei anderen Geleitzügen auch, operierten sowjetische U-Boote an den Ausgängen norwegischer Fjorde. So standen L-15 am Laksfjord, S-51 am Nordkyn, S-104 am Makkaur, S-103 am Kongsfjord, S-15 am Tana-Fjord und M-201 am Syltefjord.
| Name                  | Typ            | Flagge                 | Vermessung in BRT | Verbleib |
| --------------------- | -------------- | ---------------------- | ----------------- | -------- |
| Archangelsk           | Frachter       | Sowjetunion            | 9150              |          |
| British Promise       | Frachter       | Vereinigtes Königreich | 8443              |          |
| Charles A McAllister  | Frachter       | Vereinigte Staaten     | 7176              |          |
| Charles Dauray        | Frachter       | Vereinigte Staaten     | 7176              |          |
| Clark Howell          | Frachter       | Vereinigte Staaten     | 7196              |          |
| David B Johnson       | Frachter       | Vereinigte Staaten     | 7198              |          |
| Edward H Crockett     | Frachter       | Vereinigte Staaten     | 7167              |          |
| Edward L Grant        | Frachter       | Vereinigte Staaten     | 7176              |          |
| Ellijah Kellog        | Frachter       | Vereinigte Staaten     | 7176              |          |
| Empire Buttress       | Frachter       | Vereinigtes Königreich | 2905              |          |
| F T Frelinghusen      | Frachter       | Vereinigte Staaten     | 7176              |          |
| Fort Glenora          | Frachter       | Vereinigtes Königreich | 7126              |          |
| Frank Gilbreth        | Frachter       | Vereinigte Staaten     | 7176              |          |
| Herbrand              | Frachter       | Norwegen               | 9108              |          |
| John La Farge         | Frachter       | Vereinigte Staaten     | 7176              |          |
| Jose Marti            | Frachter       | Vereinigte Staaten     | 7176              |          |
| Josephine Shaw Lowell | Frachter       | Vereinigte Staaten     | 7176              |          |
| Leo J Duster          | Frachter       | Vereinigte Staaten     | 7176              |          |
| Luculus               | Frachter       | Vereinigtes Königreich | 6546              |          |
| Nacella               | Frachter       | Vereinigtes Königreich | 8196              |          |
| Oakley Wood           | Frachter       | Vereinigte Staaten     | 7210              |          |
| Rathlin               | Rettungsschiff | Vereinigtes Königreich | 1600              |          |
| Samannan              | Frachter       | Vereinigtes Königreich | 7219              |          |
| Samcalia              | Frachter       | Vereinigtes Königreich | 7219              |          |
| Samconstant           | Frachter       | Vereinigtes Königreich | 7219              |          |
| Samgara               | Frachter       | Vereinigtes Königreich | 7219              |          |
| Samidway              | Frachter       | Vereinigtes Königreich | 7219              |          |
| Samloyal              | Frachter       | Vereinigtes Königreich | 7210              |          |
| Samlyth               | Frachter       | Vereinigtes Königreich | 7210              |          |
| Samsuva               | Frachter       | Vereinigtes Königreich | 7219              |          |
| Samtredy              | Frachter       | Vereinigtes Königreich | 7219              |          |
| Silas Weir Mitchell   | Frachter       | Vereinigte Staaten     | 7176              |          |
| Thomas Donaldson      | Frachter       | Vereinigte Staaten     | 7210              |          |
| Thomas H Sumner       | Frachter       | Vereinigte Staaten     | 7167              |          |
| Warren Delano         | Frachter       | Vereinigte Staaten     | 7210              |          |

## Verlauf

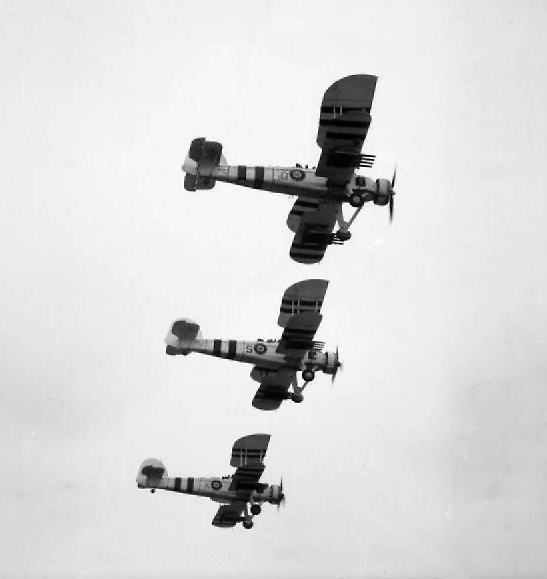
Drei mit Raketen bewaffnete Fairey Swordfish

Ab 20. August 1944, von einer Junkers Ju 88 ostwärts von Jan Mayen entdeckt, lief der Geleitzug am 21. August in den Sichtbereich der U-Boot-Gruppe „Trutz“, bestehend aus U 344, U 668, U 394, U 363 und U 997. U 344 versenkte die Sloop Kite (Lage) und wurde einen Tag später bei einem Luftangriff durch eine Swordfish der HMS Vindex versenkt (Lage). Die weiteren U-Boote U 703, U 354, U 365, und U 711 erreichten am 22. August ebenfalls den Konvoi.
Nachdem ein erster britischer Luftangriff auf die im Altafjord liegende Tirpitz am 20. August aufgrund des schlechten Wetters gescheitert war, griffen sie am 22. August erneut an. Den Deutschen gelang es rechtzeitig, die Tirpitz zu vernebeln. Die Flak und Jagdflugzeuge des Jagdgeschwaders 5 schossen elf Angreifer ab. Die Tirpitz erlitt keinen Schaden, allerdings wurden im Seefliegerhorst Kolvik vier BV 138, eine He 115 und zwei Ar 196 zerstört. U 354 sichtete die Geleitträgergruppe und griff an. Dabei traf es den kanadischen Geleitträger Nabob und mit einem T-V-Torpedo den Zerstörer HMS Bickerton (Lage). Die HMS Bickerton war so schwer beschädigt, dass sie versenkt werden musste. Die Nabob neigte sich zur Seite, konnte aber einen Hafen erreichen. Sie wurde allerdings nicht wieder repariert.
Bis zum 24. August erfolgten weitere U-Boot-Angriffe auf das Geleit, die jedoch erfolglos blieben. Am 23. August versenkten die Sloops HMS Mermaid und HMS Peacock, die Fregatte HMS Loch Dunvegan und das Führerboot der 20th Escort Group, der Zerstörer HMS Keppel U 354 (Lage). Am 25. August erreichte der Geleitzug die Murmansk vorgelagerte Kola-Bucht.